# Kalvs landskommun

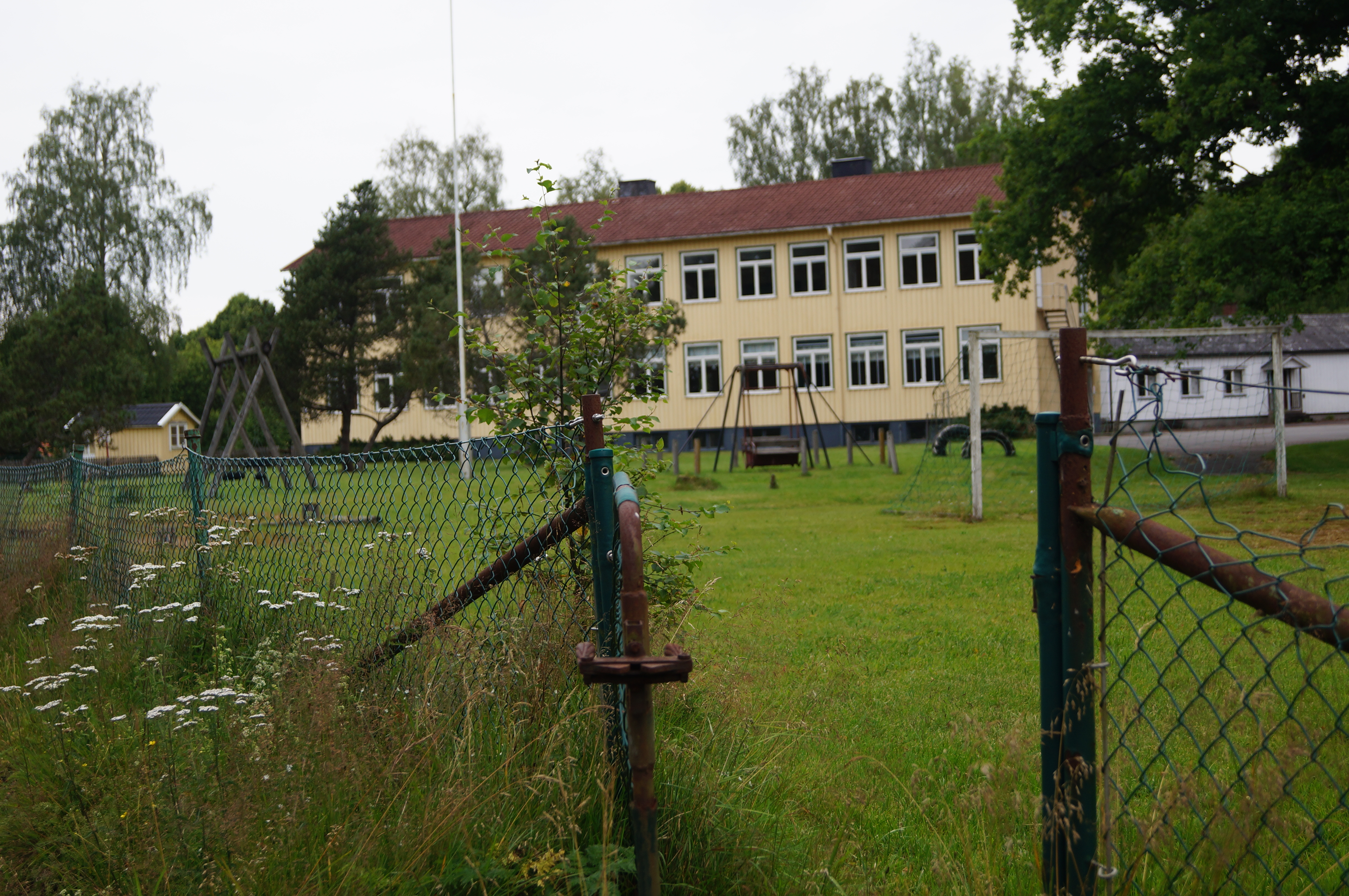
Skolan i Kalv

Kalvs landskommun var en tidigare kommun i dåvarande Älvsborgs län.

## Administrativ historik
Den inrättades i Kalvs socken i Kinds härad i Västergötland när 1862 års kommunalförordningar trädde i kraft.
Vid Kommunreformen 1952 uppgick kommunen i Kindaholms landskommun som 1971 uppgick i Svenljunga kommun.

## Politik

### Mandatfördelning i Kalvs landskommun 1938-1946
| 18 | 2 |

| 19 |

| 5 | 1 | 9 | 5 |

| 19 |

| 5 | 1 | 10 | 4 |

| 20 |